# COLTEMONIKHA
COLTEMONIKHA （コルテモニカ）は、日本の音楽ユニット。音楽レーベルcontemodeからCDをリリースしている。

## メンバー
- 中田ヤスタカ - 作曲・編曲・プロデュース
- 酒井景都 - 作詞・ボーカル

## 作品
- COLTEMONIKHA（2006年5月17日）

1. fantastic fantasy
2. そらとぶひかり
京セラ W42K au CMソング
この曲の特徴は、歌詞が英語と日本語の2つあること。日本語で歌っているように聞こえるがよく聴いてみると、全編英語で歌っている。
3. communication
4. CLM
5. パーティーキャロネイド
6. Yum yum yummy
7. アリクイワルツ

- COLTEMONIKHA2（2007年9月26日）

1. preparation
2. ドミノ
3. darkness rabbit
4. カニモテルコ
5. SLEEPING girl
6. Scene Killer
7. NAMAIKI
  - ロールモデルは中田ヤスタカ主催イベント『FLASH!!!』（毎月第1金曜日、渋谷NEO）のDJ　MITTY
8. NAMAIKI（extended mix）

- COLTEMONIKHA BEST（2011年12月14日）

DISC 1 (CD)
1. 嘘つきジングルベル
  - 当ベスト盤における新曲1
2. fantastic fantasy
3. そらとぶひかり
4. communication
5. CLM
6. パーティーキャロネイド
7. Yum yum yummy
8. アリクイワルツ
9. preparation
10. ドミノ
11. darkness rabbit
12. カニモテルコ
13. SLEEPING girl
14. Scene Killer
15. NAMAIKI
16. girly star
  - 当ベスト盤における新曲2

DISC 2 (DVD)
1. 嘘つきジングルベル
2. そらとぶひかり